# Dolichamphilius
Dolichamphilius es un género de peces actinopeterigios de agua dulce, distribuidos por ríos de África.

## Especies
Existen solamente dos especies reconocidas en este género:
- Dolichamphilius brieni (Poll, 1959)
- Dolichamphilius longiceps Roberts, 2003